# 趙世光 (航運)
趙世光（英文名: George Chao，1940年6月6日—2016年7月20日），生於上海，香港豪門趙從衍家族後人，趙從衍夫婦四子，香港華光航業前董事長。

## 生平
趙世光1940年生於上海，是趙從衍、倪亞震夫婦的第4個孩子，上有3個哥哥世彭、世儀和世曾，下有一個妹妹世亮。其父親趙從衍乃1970年代的世界級香港船王趙從衍，所以他有「船王之子」稱號。
元配妻子系邵氏電影巨星何琍琍，當年兩人的愛情故事和豪門婚禮曾沸騰香江；育有三女一子，包括一對女雙胞胎。
緋聞不斷，其中最著名的是譚玉梅、程秀麗（兩個私生子女）及劉園園。
自2010年中風後長年住院，2016年7月20日於養和醫院病逝，享年77歲。

## 參看
- 趙從衍家族

1. ↑  .   [2019年4月1日]. （原始内容存档于2019年4月1日）.
2. ↑  趙從衍家族 （页面存档备份，存于） Retrieved 2018-12-09
3. ↑  趙世曾感慨: 細佬行咗[]